# انت ودمان
اَنِت وَدِمان (فرانسوی: Annette Wademant‎؛ ‏ ۱۹ دسامبر ۱۹۲۸ – ۱ سپتامبر ۲۰۱۷) فیلم‌نامه‌نویس اهل بلژیک بود که بیشتر در سینمای فرانسه فعالیت داشت. او همسر کارگردان فرانسوی میشل بوارون بود.
از فیلم‌هایی که وی در آن‌ها نقش داشته است، می‌توان به کلاه‌طلایی، گوشواره‌های مادام…، زنان ضعیف هستند، عشق و زن فرانسوی، بگو که دوستم داری و خورشید در چشمان تو اشاره نمود.